# Max Auer (Fußballspieler)
Max Auer (* 29. August 1936) ist ein ehemaliger deutscher Fußballspieler, der für den FC Bayern München aktiv war.

## Karriere
Auer kam zunächst als Mittelfeldspieler in der Saison 1954/55 für den FC Bayern München lediglich in einem Freundschaftsspiel zum Einsatz.
In der Saison 1956/57 bestritt er zwei Punktspiele in der Oberliga Süd, der seinerzeit höchsten deutschen Spielklasse, in die der FC Bayern München nach einjähriger Zweitklassigkeit zurückgekehrt war. Sein Debüt gab er am 17. März 1957 (22. Spieltag) bei der 1:8-Niederlage im Auswärtsspiel gegen die SpVgg Fürth. Sein letztes Oberligaspiel, das er ebenfalls mit der Mannschaft verlor, bestritt er eine Woche später im Stadion an der Grünwalder Straße bei der 0:1-Niederlage gegen den VfR Mannheim. Des Weiteren kam er am 9. März 1957 im Wettbewerb um den Süddeutschen Pokal beim 3:1-Zweitrundensieg über den TSV 1861 Straubing, wie auch in zwei Freundschaftsspielen, in denen er ein Tor erzielte, zum Einsatz.
In der Saison 1957/58 blieb er ohne Punktspiel, wurde jedoch am 19. April 1958 beim 3:0-Sieg beim FC Wacker München in der 1. Runde um den Süddeutschen Pokal eingesetzt, wie auch in einem weiteren Freundschaftsspiel.